# Hellmut Grube
Hellmut Grube (* 5. Juni 1906 in Köln; † 10. Juni 1970) war ein deutscher Schauspieler und Theaterregisseur.

## Leben und Wirken
Grube besuchte ein humanistisches Gymnasium und beendete die Schule mit dem Abitur. Anschließend begann er Jura zu studieren und nahm Schauspielunterricht bei Gertrud Eysoldt. 1935 ging Grube zum Rundfunk und leitete dort die folgenden beiden Jahre die Eignungsprüfungen. Es folgten während des Zweiten Weltkriegs erste Theaterverpflichtungen an Bühnen in Lublin (deutsch besetztes Polen) und Gleiwitz. 
Nach Kriegsende setzte Grube seine schauspielerischen Aktivitäten in Wernigerode fort, ab 1950 trat der gebürtige Kölner schließlich an Berliner Bühnen auf und inszenierte dort an zum Teil winzigen Spielstätten (auch Tourneetheater) mehrfach Stücke. Nebenbei wurde er in den 1950er Jahren auch als Synchronsprecher verpflichtet. Seit 1955 stand er regelmäßig vor der Kamera; zunächst in Kinofilmen, wenig später auch in Fernsehproduktionen. Oft wurde er mit Honoratiorenrollen bedacht; Grube spielte u. a. Ärzte, Bürgermeister und mehrfach hohe Justizbeamte.

## Filmografie
- 1955: Du darfst nicht länger schweigen
- 1955: Ein Mädchen aus Flandern
- 1956: Beichtgeheimnis
- 1956: Spion für Deutschland
- 1957: Banktresor 713
- 1957: Kalle wird Bürgermeister
- 1958: Hoppla, jetzt kommt Eddie
- 1959: Unser Wunderland bei Nacht
- 1960: Der letzte Zeuge
- 1961: Zwei unter Millionen
- 1961: Ich kann nicht länger schweigen
- 1963: Der Fall Rohrbach
- 1964: Der Fall Jakubowski – Rekonstruktion eines Justizirrtums
- 1965: Klaus Fuchs – Geschichte eines Atomverrats
- 1967: Die Brücke von Remagen
- 1967: Die Mission
- 1968: Sein Traum vom Grand Prix
- 1969: Das Bastardzeichen
- 1970: Bambule